# Wilajet chorezmijski
Wilajet chorezmijski (uzb. Xorazm viloyati / Хоразм вилояти) – jeden z 12 wilajetów Uzbekistanu. Znajduje się w zachodniej części kraju. W 2022 zamieszkany przez 1 924 200 osób.

## Miasta
- Chiwa
- Urgencz
- Pitnak